# Дакійський ярус
Дакійський ярус (рос.дакийский ярус, англ. Dacian n, нім. Dak n) – ярус середнього пліоцену у Румунії. Відповідає кімерійському та низам куяльницького ярусів Чорноморського басейну. 